# 约拉语
约拉语（英：Yola language）是西日耳曼语支的一种绝迹语言，曾在爱尔兰使用。它是中古英语的一个分支。由于使用者多处于偏僻的农村地带，约拉语在到达爱尔兰后发展的数个世纪中变化较少，但是它之中也吸收了不少爱尔兰语词汇。在19世纪早期时，约拉语与其他英语方言之间已有较大分别。在19世纪上半叶至中期，约拉语逐渐绝迹，被爱尔兰英语取代。
“约拉”一词在约拉语中的含义是“古老的”。

## 语法

### 代词
约拉语的代词类似中古英语，只在第一人称单数和第三人称复数有区别。
|      | 第一人称 | 第一人称  | 第二人称 | 第二人称 |
| 单数 | 复数     | 单数      | 复数     |          |
| ---- | -------- | --------- | -------- | -------- |
| 主格 | Ich      | wough/wee | thou     | ye       |
| 宾格 | me       | ouse      | thee     | ye       |
| 属格 | mee      | oure      | yer      | yer      |

### 语音
约拉语中很多清擦音发生浊化，类似于荷兰语和英语的西南部方言。中古英语元音保留较好，无元音大推移的痕迹。